# رضا رفیعی راد
رضا رفیعی راد متولد سال ۱۹۷۴ دکترای هنر و عضو افتخاری انجمن هنرهای تجسمی ایران است. کتب و مقالات و آثار او بیشتر بر هنر مدرن و کانسپچوال آرت (هنر مفهومی) متمرکز است. آثار او موفق به راهیابی در دوسالانه‌های معتبری مانند دوسالانه ملی نقاشی ایران، دوسالانه بین‌المللی کیشینف (International Biennial of Painting "Chisinau 2017" و همچنین سه سالانه لاتی (Lahti International Poster Triennial) شده‌است. برخی منتقدین آثار وی را محصولات همنشینی خصلت‌های شرقی و غربی معرفی نموده‌اند به نحوی که در آثار او تعامل خاصی میان ساحات غربی و شرقی توسط استفاده از تکنیک‌های غربی همگام با رعایت ساختار هنر ایرانی، در قالب کلاژهایی که یادآور کاشی‌های سنتی ایرانی هستند، به منصه ظهور رسیده‌اند، معرفی نموده‌اند.

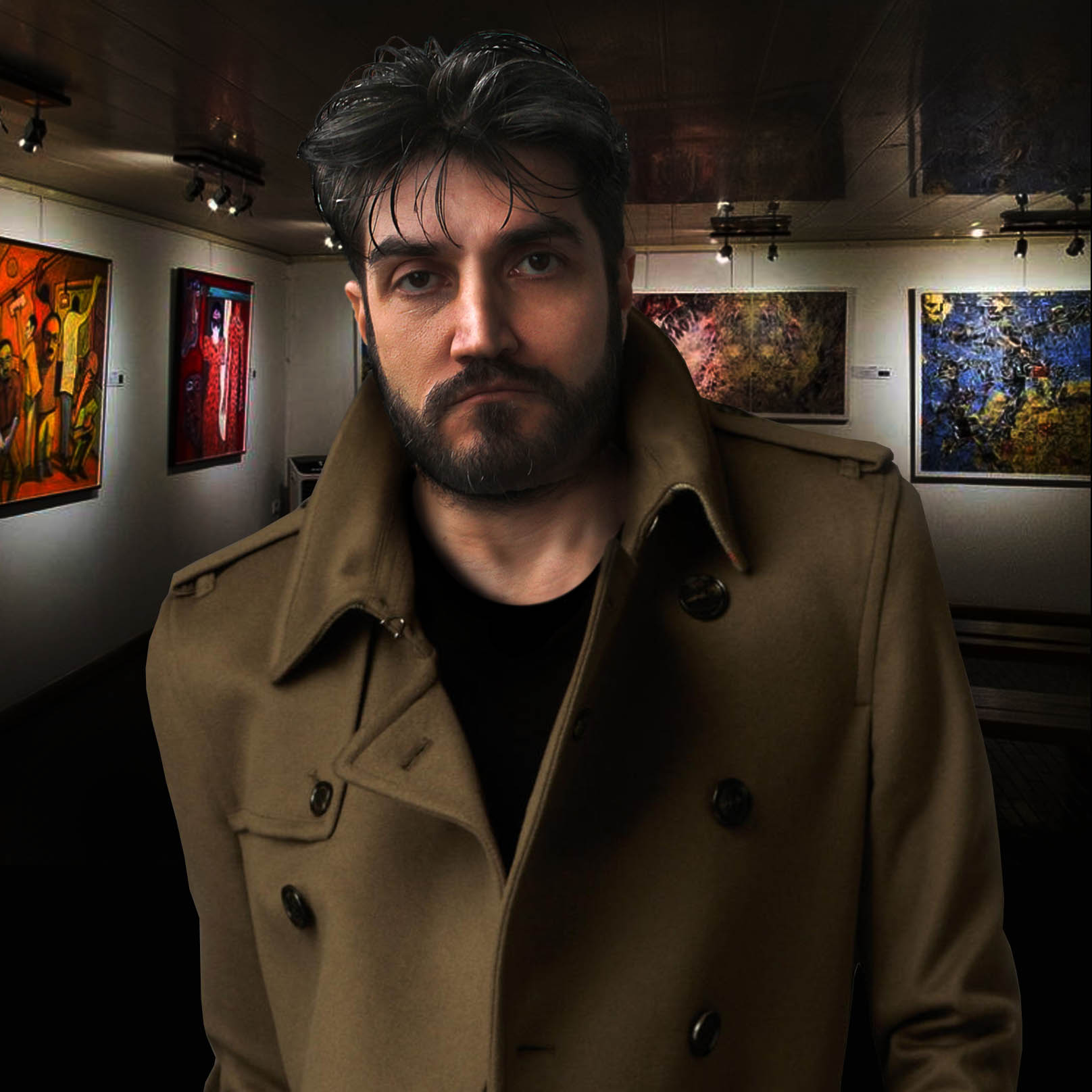
Reza Rafiei Rad

و در آثارش تلاش بر این است تا تداعی‌کننده کاشی‌های آبی رنگ تزئینات معماری در قالب مدیوم نقاشی باشند. رنگ طلایی نیز در اکثر کارها حضور دارد. اگرچه از اسلیمی استفاده نمی‌شود اما فضاهای خالی با بافت‌هایی پر می‌شود که یادآور همان تزئینات باشند. همچنین در نقدی دربارهٔ یکی از آثار کانسپچوالیستی او که در موزه Museum dos Terceiros در پرتغال به نمایش درآمد، می‌خوانیم:هنرمندان بی‌ادعای ما (هنرمندان سنتی ایران)، در ساحت هر شغل و پیشه‌ای، حضور توامان محصول و زیبایی را خودشان رقم می‌زدند و این زیبانگاری را مکتوب نمی‌کردند؛ زیرا آن‌ها به جای اینکه زندگی را توضیح دهند، زندگی را زندگی کرده‌اند. هنر برای آن‌ها توضیح هنر نبود، بلکه خود هنر بود. به همین دلیل آن را مکتوب نمی‌کردند؛ زیرا نمی‌خواستند حقیقتی که درست در پیش چشم وجود داشته را به چیزی «دربارهٔ آن واقعیت» تنزل دهند. دکتر مایکل سندرز، استاد دانشکده هنر دانشگاه سینسیناتی، با اشاره به «لحظه قطعی» “decisive moment,” an appropriation of Henri Cartier-Bresson’s famous phrase آثار عکاسی کانسپچوال او را «شعر کانسپچوال» عنوان نموده‌است.

## سوابق و فعالیتها

### کتب و مقالات
کتاب¬ها: 
−	رفیعی راد، رضا، «جستارهایی درباره کانسپچوال آرت: با نگاهی بر آراء و اندیشه‌های سل لویت، گرینبرگ، الیزابت شله‌کنز، آدریان پیپر، لوسی لیپارد، لوییس مورتون، جوزف کاسات، تری اسمیت»، تهران: انتشارات رازنهان، 1395.

مقاله در نشریات علمی: 
نمایه اسکوپوس (Scopus):
1-	Rafiei Rad, R. (2020). Echoes of the literary text narrative in a tree image in Herat school of painting. Paykareh, 9(21), 25-36. doi: 10.22055/pyk.2020.16545.
2-	Rafiei Rad, R. (2020). Adaptation of the use of plant motifs in Armenian miniatures and Iranian paintings. Paykareh, 9(19), 1-10. doi: 10.22055/pyk.2020.15722
3-	Rafiei Rad, R. and Amirpour, E. (2021). A Comparative Representation of the Image of a Woman in Contemporary Afghan and Tajik Painting. Paykareh, 10(24), 26-39. doi: 10.22055/pyk.2021.17179
مقاله در نشریات علمی ـ پژوهشی وزارت علوم: 
1.	رفیعی راد، رضا و محمد زاده، مهدی (1398) راهبردهای زنان نقاش افغانستان در بازآفرینی و احیای میراث تصویری نگارگری در نقاشی معاصر این کشور، نشریه علمی پژوهشی پژوهشنامه خراسان بزرگ، (رتبه ب)، (نمایه ISC) شماره 39، (1-16)
2.	رفیعی راد، رضا و نامور مطلق، بهمن (1398) تطبیق سفرهای چهارگانه عارف در منظر ملاصدرا و نظریه تک اسطوره جوزف کمبل، دوفصلنامه علمی- پژوهشی پژوهشنامه عرفان، (نمایه ISC) (رتبه ب)، شماره 24 ، از 89- 114.
3.	رفیعی راد، رضا (1399) تحلیل اکسپرسیون رنگ قرمز در هفت‌پیکر نظامی بر اساس عرفان اسلامی، نشریه علمی – پژوهشی رهپویه هنر، (رتبه ب)، شماره6، از (71 الی 80)
4.	رفیعی راد, رضا, محمدزاده, مهدی, مریدی, محمد رضا. (1401). تحلیل مضمون‌شناسانه‌ی نقاشی معاصر افغانستان. رهپویه هنر/ هنرهای تجسمی, 5(2), 57-68. doi: 10.22034/ra.2021.525042.1015
5.	رفیعی راد، رضا، محمد خزائی(1398) تطبیق منظر معنایی رنگ‌‌ها در قرآن کریم و ادبیات کنایی فارسی، نشریه علمی پژوهشی هنرهای صناعی اسلامی، (رتبه‌ب)، دوره چهارم، شماره اول، 89- 98. 
6.	رفیعی راد، رضا (1400) تداوم کاربست سنت ابری‌سازی در نقاشی‌های بیتا وکیلی، نشریه علمی ـ پژوهشی پژوهش‌نامه گرافیک نقاشی، دانشگاه الزهرا، 4(6), 56-67. doi: 10.22051/pgr.2021.37292.1115
7.	رفیعی راد، رضا ؛ برات طرقی، مرجان (1400) تحلیل نگاره معراج پیامبر از فال‌نامه تهماسبی در مکتب تبریز دوم به روش شمایل‌شناسی پانوفسکی، نشریه علمی ـ پژوهشی پژوهش‌نامه گرافیک نقاشی، دانشگاه الزهرا، 5(8), -. doi: 10.22051/pgr.2022.37344.1116
8.	رفیعی راد، رضا و محمدزاده، مهدی (1401) نظریه کسر اصنام مستخرج از زندگی ابراهیم(ع) در قرآن و تبیین کاربست و جایگاه آن در هنر اسلامی، با رویکرد نظریه داده بنیاد، نشریه علمی پژوهشی هنرهای صناعی اسلامی، ۶ (۱) :۷۰-۵۷
9.	رفیعی راد، رضا ؛ مکی نژاد، مهدی (1401) بررسی تطبیقی هنر مدرن و اصیل ایرانی از نظرگاه الگ گرابر و جلیل ضیاءپور، نشریه علمی هنرهای صناعی اسلامی، سال ششم، شماره 2: 1-11.
10.	رفیعی راد, رضا. (1400). تبیین دلالت‌های کنایی عنصر بصری رنگ، در اشعار حافظ. هنر و تمدن شرق, 9(31), 31-40. doi: 10.22034/jaco.2020.239122.1164
11.	رفیعی راد, رضا. (1401). تحلیل بازنمایی معماری در نقاشی‌های چهار دهۀ اخیر افغانستان. هنر و تمدن شرق, 10(35), 13-22. doi: 10.22034/jaco.2022.330463.1235
12.	رفیعی راد, رضا؛ اکرمی حسن کیاده, علیرضا. (1401). تحلیل تاریخی نقاشی افغانستان از دوران ماقبل تاریخ تا آغاز اصلاحات امانی. هنر و تمدن شرق, 10(38), 29-40. doi: 10.22034/jaco.2022.367091.1273
13.	بایرام زاده, رضا؛ محمدزاده, مهدی؛ رفیعی راد, رضا. (1402). اشکال بازنمایی زن در نقاشی دوران حامدکرزی در افغانستان. هنر و تمدن شرق, 11(39), 23-32. doi: 10.22034/jaco.2023.376681.1282
14.	رفیعی راد, رضا, فرشته متقی امندانی، شمیلی, فرنوش. (1402). حس‌آمیزی گرافیک و موسیقی در پوسترهای با موضوع موسیقی دهه پنجاه قباد شیوا. جلوه هنر, دوره 15، شماره 4 - شماره پیاپی 41، صفحه 34-46, -. doi: 10.22051/jjh.2023.43042.1940
15.	رفیعی راد، رضا & رشادی حجت الله (1402) ارزیابی تاثیرات شیوع کووید 19 بر زنجیره‌ی تامین و الزامات بازارهای کلان فرش دستباف افغانستان، نشریه هنرهای کاربردی دانشگاه سمنان، دوره 3، شماره 2 - شماره پیاپی 10.
16.	رفیعی راد، رضا (1401) اشکال حضور زبان و ادب فارسی در فرآیند تولید نگاره‌‌ها در نقاشی ایرانی، دوفصلنامه رهپویه حکمت هنر, 1(1), 99-105. doi: 10.22034/rph.2022.697027
17.	متفکر آزاد، مریم ؛ رفیعی راد، رضا (1403) کارکردهای فرهنگی ـ دینی بازنمایی بهشت برین در فرش- ‌باغ ایرانی درعصر صفوی (با استفاده از قاعده‌ی این‌همانی در هنر)، نشریه گلستان هنر، دوره .... شماره .... ()
مقاله در نشریات نمایه آی اس سی:
1.	رفیعی راد، رضا و تومیریس، تهمینه (1396) کارکرد پیکره در نقاشی دو دهه افغانستان"، نشریه علمی ـ تحقیقی هنرهای زیبا، دانشکده هنرهای زیبا، شماره هشتم، دانشگاه کابل، نمایه ISC (تا فروردین1398)، افغانستان.
مقاله در نشریات علمی‌ـ تخصصی دانشگاه‌ها:
1.	رفیعی راد, رضا, ابوالحسن مقدمی, سودا, افهمی, رضا, شکر پور, شهریار. (1398). 'نقش نقاشان زن، در احیا و حفظ سنت نگارگری در نقاشی معاصر ایران (در چهار دهۀ اخیر), پیکره پژوهش هنرهای تجسمی، دانشگاه شهید چمران, 8 (18). 
2.	رفیعی راد, رضا. (1398). اسلوب کنایی عنصر بصری رنگ‌ در قرآن کریم و اشعار لسان‌الغیب. مطالعات سبک شناختی قرآن کریم, 3(دوم), 93-119. 
3.	رفیعی راد، رضا و علیرضا اکرمی(1397) مقایسه مفهوم نقاشی مدرن از منظر ضیاءپور و گرینبرگ، دوفصلنامه علمی پژوهشنامه گرافیک و نقاشی دانشگاه الزهرا، دوره 2، شماره 2، پاییز و زمستان، صفحه 61-70، ایران.
4.	رفیعی راد, رضا, محمد زاده, مهدی, شمیلی, فرنوش. (1399). اسلوب کنایی و اشکال کاربست آن در نقاشی‌ ایرانی. پژوهش نامه گرافیک نقاشی, 3(4), 31-41. doi: 10.22051/pgr.2020.26933.1038
5.	رفیعی راد, رضا, محمد زاده, مهدی. (1399). بررسی تطبیقی شیوه‌های کاربست سنت‌های تصویری نگارگری، در آثار زنان نقاش معاصر ایران و افغانستان. پژوهش‌نامه گرافیک نقاشی, doi: 10.22051/pgr.2020.32007.1069

6.	رفیعی راد, رضا. (1399). کاربست واقع‌گرایانه و غیر کنایی رنگ‌های سیاه و سفید‌ در قرآن کریم و اشعار حافظ. فصلنامه مطالعات ادبی متون اسلامی, 5(20), 119-136. doi: 10.22081/jrla.2021.58337.1292

7.	رفیعی راد, رضا. (1400). دلالت‌های بیانگرانۀ رنگ‌ها در قرآن کریم. فصلنامه مطالعات ادبی متون اسلامی, 6(21), 119-134. doi: 10.22081/jrla.2022.62319.1350
8.	رفیعی راد, رضا. (1400). واکاوی رئالیسم در اثر پرچم جسپر جانز با تکیه بر تعاریف مهدی حسینی از رئالیسم. دانش هنرهای تجسمی, 6(1), 115-123. doi: 10.22133/part.2022.312228.1012
9.	رفیعی راد, رضا. (1401). کنایات رنگ و مفاهیم آن‌ها در ادبیات کنایی (نمونه‌های موردی: کنایات مندرج در برخی فرهنگ‌های لغت فارسی). پژوهش های معناشناختی متون ادبی, 1(2), 60-70.
10.	رفیعی راد, رضا, & متقی امندانی, فرشته. (1402). جایگشت نیهیلیسم، از فرمالیسم به آثار حاضرـ آماده‌. مطالعات هنرهای تجسمی, 1(شماره 1،2), 59-65. doi: 10.22111/jart.2023.44438.1025
11.	رفیعی راد, رضا. (1402). تحلیل نقش متقابل هنرمند و جامعه در تفکر جلیل ضیاءپور (با تاکید بر نظریات باستید، پلخانف و کالینگوود). پژوهش های میان رشته ای هنر, 1(1), -. doi: 10.22124/ira.2023.24477.1006

### کنفرانس‌های ملی و بین‌المللی
- " فقدان توجه به خودنقادی از درون در تاریخنگاری هنر معاصر ایران"، چهارمین همایش ملی مبانی نظری با رویکرد " تاریخ هنر نگاری ایران" (نمایه در آی اس سی)، دانشگاه الزهرا، سالن حکمت، تهران، ۱۳۹۵.
- "کاربست اصل پنجم تزئینی نگارگری در نقاشی معاصر ایران" سومین همایش ملی جایگاه نقوش تزیینی در کیفیت بصری آثار هنر اسلامی، تهران (نمایه آی اس سی) ۱۳۹۶.
- "کارکرد اندیشه انتقادی در هنر مدرن از منظر گرینبرگ" کنفرانس بین‌المللی هنر و معماری و کاربردها، (نمایه در آی اس سی)، پژوهشکده جهاد دانشگاهی، تهران، ۱۳۹۵.
- "واکاوی رئالیسم معاصر در انطباق شیئ و بازنمایی، کنفرانس بین‌المللی هنر و معماری و کاربردها، (نمایه در آی اس سی)، جهاد دانشگاهی، تهران، ۱۳۹۵.
- "مطالعه کارکرد تایپوگرافی در نقاشی معاصر ایران"، سمپوزیوم ملی روز جهانی گرافیک (نمایه آی اس سی)، تهران، ۱۳۹۶.
- " برنامه بررسی جایگاه کنونی برنامه ریزی زبانی در قوانین تبلیغات محیطی کشور"، نخستین کنفرانس ملی تبلیغات محیطی در ایران (نمایه در آی اس سی)، دانشگاه علم و فرهنگ، تهران، 1394.[۵]
- " بررسی آراء جلیل ضیاءپور از منظر آموزش هنر مدرن در ایران "، نخستین همایش ملی آموزش هنز در ایران (نمایه در آی اس سی)، دانشگاه شیراز، شیراز، ۱۳۹۵
- "بازی در غیاب معنا، سرشت مشترک زبان و هنر" کنفرانس بین‌المللی هنر و معماری و کاربردها، (نمایه در آی اس سی)، جهاد دانشگاهی، تهران، ۱۳۹۵.
- " ارزش‌های زیباشناسانه در ضوابط بازدارنده تبلیغات شهری"، کنفرانس بین‌المللی هنر و صنعت، دانشگاه فنی و حرفه‌ای، نمایه آی اس سی، تبریز، 1395.[۶]
- «نقاشی به مثابه وقایع نگار تاریخ فاجعه زدگی»، دومین کنفرانس هنرهای تجسمی ایران (نمایه در آی اس سی)، دانشگاه الزهرا، پژوهشگاه علوم انسانی، تهران، 1394.[۷]
- «بررسی تطبیقی کارکرد اندوه بازگشت به خانه در ادیسه هومر و سگ ولگرد هدایت» کنگره بین‌المللی زبان و ادبیات، دانشگاه تربت حیدریه، 1395.[۸]
- " the human body and fields denial of the erotic identity urban advertising rules" کنفرانس بین‌المللی "مدیریت و علوم انسانی”، دبی، امارات متحده عربی، 1394.[۹]
- رفیعی راد، رضا و اکرمی، علیرضا، " مفهوم هنر سنتی و هنر مدرن از منظر زبان‌شناسی" (سخنرانی) همایش ملی جلوه‌های هنر ایرانی اسلامی، (نمایه ISC)، دانشگاه گیلان، گیلان، ۱۳۹۷
- رفیعی راد، رضا و اکرمی، علیرضا، " جایگاه خلاقیت در ساز و کارهای هنر مدرن ایران با تکیه بر آراء گرابر" (سخنرانی) همایش ملی جلوههای هنر ایرانی اسلامی، (نمایه ISC)، دانشگاه گیلان، گیلان، ۱۳۹۷
- رفیعی راد، رضا، " راهبردهای زنان نقاش افغانستان در بازآفرینی و احیای نگارگری در نقاشی معاصر این کشور» (سخنرانی) کنگرهی بینالمللی نقش زنان در توسعهی صنایع دستی در جهان اسلام، دانشگاه هنر اسلامی و IRCICA، تبریز، ایران ۱۳۹۸
- رفیعی راد، رضا (۱۳۹۷) بررسی زمینههای تعاملات هنری ایران و افغانستان، (سخنرانی) و چاپ در کتاب همایش، همایش بینالمللی دومین دور گفتگوهای فرهنگی ایران و افغانستان (تعاملات دانشگاهی و آموزش، محور توسعه پایدار ایران و افغانستان) (سخنرانی)، دانشگاه سیستان و بلوچستان)نمایه (ISC.
- رفیعی راد، رضا، "مطالعه کارکرد تایپوگرافی در نقاشی معاصر ایران"، سمپوزیوم ملی روز جهانی گرافیک (نمایه ISC)، تهران، ۱۳۹۶.

## جشنواره‌ها

### دوسالانه‌ها و سه سالانه
- ۱۳۹۲ راه یافته سه سالانه پوستر لاتی (Lahti International Poster Triennial)، فنلاند
- ۱۳۹۰ راه یافته هشتمین دوسالانه نقاشی ایران، موزه هنرهای معاصر، تهران، ایران.[۱۰]
- ۱۳۹۴ راه یافته دوسالانه نقاشی International Biennial of Painting "Chisinau 2017"، کیشینف، 2015.[۱۱]
- ۱۳۹۳ راه یافته دوسالانه نقاشی Dominican Interfaith، گالری O’Connor Art، آمریکا
- ۱۳۹۴ راه یافته دوسالانه عکس نویساد، دانشگاه هنر نویساد، صربستان
- ۱۳۹۸ راه یافته دوسالانه عکس نویساد، دانشگاه نویساد، صربستان
- ۱۳۹۹ راه یافته بیست و یکمین دوره سه سالانه پوستر لاتی (Lahti International Poster Triennial)، فنلاند

### سالانه‌ها
- ۱۳۹۳ راه یافته چهاردهمین دوره سالانه نقاشی موزه هنر کارنگی، گالری Box Heart، آمریکا.[۱۲]
- ۱۳۹۱ راه یافته چهارمین دوره فستیوال نقاشی فجر، مؤسسه صبا، تهران، ایران
- ۱۳۹۲ راه یافته پنجمین فستیوال بین‌المللی پوستر فجر، تهران، ایران
- ۱۳۹۴ راه یافته هشتمین دوره فستیوال تجسمی فجر، موزه صبا، تهران، ایران
- ۱۳۹۵ راه یافته نهمین دوره فستیوال نقاشی فجر، موزه هنرهای معاصر، تهران، ایران
- ۱۳۹۲ راه یافته فستیوال نقاشی (VIAL)، موزه هنرهای معاصر پورتوریکو(museo de arte) سن خوان، پورتوریکو
- ۱۳۹۵ راه یافته به هفتمین سالانه Water Street در گالری Kane County Chronicle Gallery، آمریکا
- ۱۳۸۱ راه یافته جشنواره دانشجویی عکس، باشگاه دانشجویی، دانشگاه تهران، ایران
- ۱۳۹۵ راه یافته به نمایشگاه با عنوان "بازشناخت" آرت شو ART MAP، موزه Museum dos Terceiros، پونته د لیما، پرتغال
- ۱۳۹۵ راه یافته فیلم کوتاه یک دقیقه‌ای تجسمی در گالری The New Bohemian، مینه سوتا، آمریکا
- ۱۳۹۲ راه یافته جشنواره بین‌المللی پوستر ترکیه با عنوان "innovation in education"، استانبول، ترکیه
- ۱۳۹۲ فینالیست مسابقه بین‌المللی پوستر با عنوان “Responsible handling of plastic waste”، مکزیک
- ۱۳۹۳ راه یافته مسابقه پوستر لهستان از نگاه ایرانیان، گالری لرزاده، تهران، ایران
- ۱۳۹۵ راه یافته به نمایشگاه "Dada Lives"، کیورتورها "H. Michael Sandersو Nick Clooney"، ۲۵ آوریل تا ۳ جون، در گالری دانشگاه University of Cincinnati Blue Ash College، آمریکا.[۱۳]
- ۱۳۹۵ راه یافته به نمایشگاه چهار نفره با عنوان “Impact” ،(۳۱ اکتبر تا ۲ دسامبر) در گالری دانشگاه University of Cincinnati Blue Ash College، آمریکا.[۱۴]
- ۱۳۹۶ راه یافته به نمایشگاه با عنوان "She Inspires" در گالری Untitled Space، نیویورک، آمریکا.[۱۵]

### نمایشگاه‌های انفرادی و گروهی
- ۱۳۹۴ نمایشگاه نقاشی با عنوان «مکاشفات شرقی»، گالری سیحون، تهران، ایران
- ۱۳۹۸ نمایشگاه گروهی با عنوان «انسان بدون انسان» خانه هنرمندان ایران، تهران، ایران
- ۱۳۹۳ نمایشگاه گروهی نقاشی، گالری هنر ایران، تهران
- ۱۳۹۳ نمایشگاه گروهی نقاشی، گالری پنجره، تهران، ایران
- ۱۳۹۶ نمایشگاه گروهی نقاشی با عنوان رویاهایی که می‌آیند، گالری هپتا، تهران
- ۱۳۹۳ نمایشگاه گروهی پوستر با عنوان هنر و دموکراسی، گالری هنرهای معاصر ADC، سانتامونیکا، کالیفرنیا، آمریکا
- ۱۳۹۶ نمایشگاه گروهی نقاشی، در گالری Kutschenwerkstatt، ۹ جون ۲۰۱۷، گلزنکرشن، آلمان.[۱۶]
- ۱۳۹۵ نمایشگاه گروهی با عنوان Age and Beauty در گالری The Bridge، دانشگاه Rochester نیویورک، آمریکا
- ۱۳۹۲ نمایشگاه گروهی نقاشی، گالری IUK، دانشگاه ایندیانا کوکومو، آمریکا
- ۱۳۹۳ نمایشگاه گروهی نقاشی، گالری Vargas، دانشگاه خوزه ماریا وارگاس، جنوب فلوریدا، آمریکا
- ۱۳۹۴ نمایشگاه گروهی نقاشی با عنوان "Tre-Art-SURES"، گالری Vargas، دانشگاه خوزه ماریا وارگاس، فلوریدا، آمریکا
- ۱۳۹۳ نمایشگاه گروهی نقاشی FIVE SQUARED، مرکز هنری YMCA، اوهایو، آمریکا